# Emil Algpeus
Emil Joseph Algpeus, född 21 maj 2002 i Färgelanda, är en svensk skådespelare.
Algpeus har bland annat medverkat i TV-serierna Clark från 2022 och Lyckoviken (2020-2022). Han har även medverkat i Beck-filmen Dödsfällan från 2022. 2023 spelade han en av huvudrollerna i skräckfilmen Karusell.

## Filmografi (i urval)
- 2017 – Trädgårdsgatan
- 2020 – Åreakuten (TV-serie)
- 2020–2022 – Lyckoviken (TV-serie)
- 2021 – Eva & Adam
- 2022 – Clark (TV-serie)
- 2022 – Så jävla easy going
- 2022 – Beck – Dödsfällan
- 2023 – Karusell